# Protambulyx euryalus
Protambulyx euryalus is een vlinder uit de familie pijlstaarten (Sphingidae). De wetenschappelijke naam van de soort werd in 1903 gepubliceerd door Lionel Walter Rothschild & Heinrich Ernst Karl Jordan.